# Lampahöjd
Lampahöjd är ett naturreservat i Hällefors kommun i Örebro län.
Området är naturskyddat sedan 2009 och är 123 hektar stort. Reservatet omfattar Lampahöjd och Syrfallhöjden och består av hällmarkstallskog och granskog lite längre ner. 